# Prevodoslovje
Prevodoslóvje je znanstvena veda, ki se ukvarja s pisnim ali govornim prenosom pomena besedila iz izvirnega jezika v ciljni jezik ob upoštevanju kultur, v kateri sta jezika vpeta.
Proces, ki se pri tem odvija, imenujemo prevajanje. 
Znotraj tega procesa prevajanja ločimo:
- prevajanje (tudi pisno prevajanje), to je proces, ko sta izvirno besedilo in končni produkt v pisni obliki in
- tolmačenje, ki pa je proces, ko sta izvirno besedilo in končni produkt v govorjeni obliki.